# Iron Ore Group

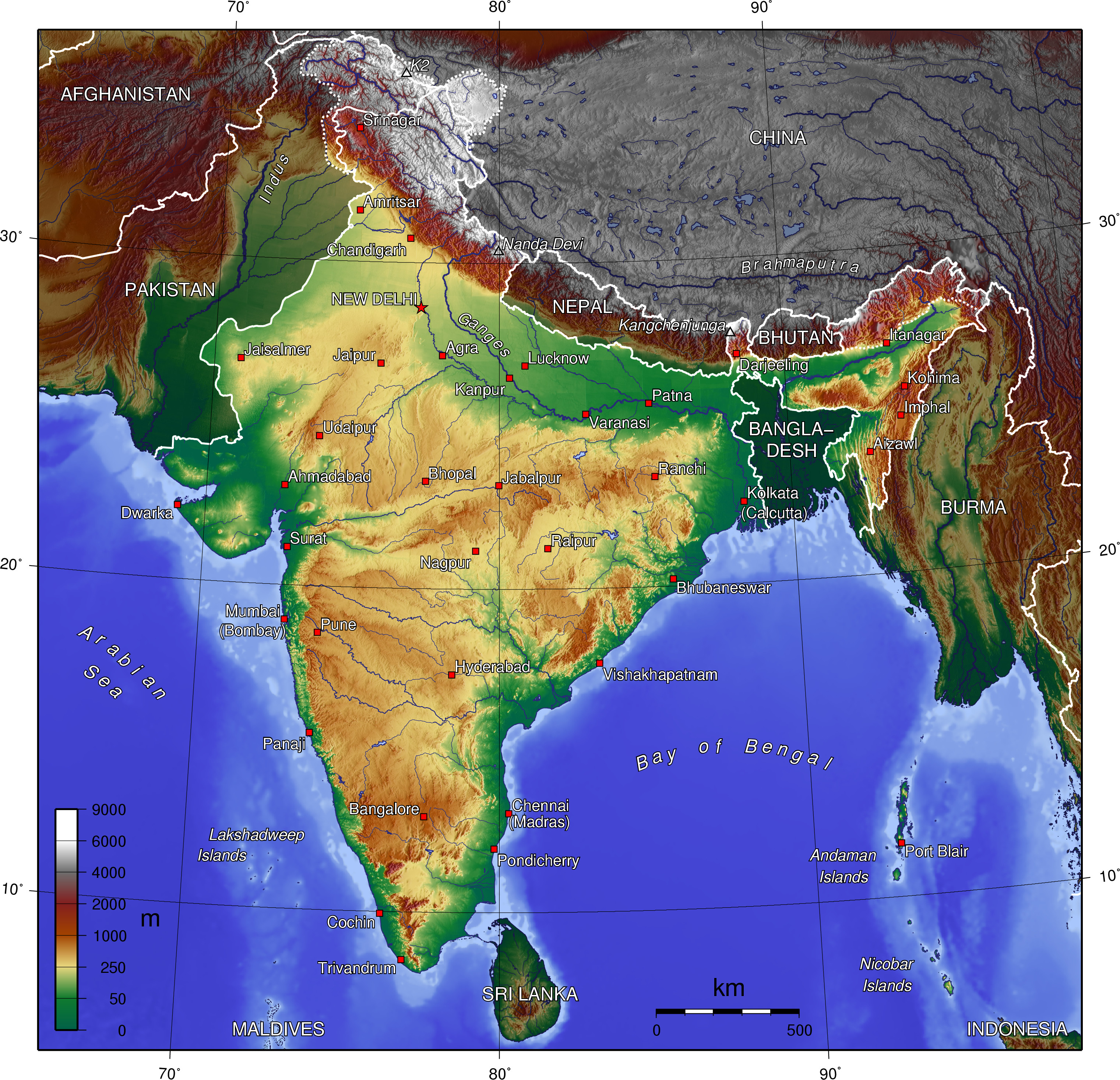
Geologische Übersichtskarte des indischen Subkontinents

Vereinfachte Geologische Karte des Singhbhum-Kratons mit der Iron Ore Group, blau markiert

Die Iron Ore Group (Eisenerz-Gruppe) ist ein vulkanisch-sedimentärer suprakrustaler Grünsteingürtel. Sie ist hauptsächlich bogenförmig entlang des westlichen und nördlichen Randes des granitoidischen Kerns vom indischen Singhbhum-Kraton aufgeschlossen. Größere Enklaven kommen in nordöstlichen, südlichen und südwestlichen Bereichen des Kratons vor. Diese Verbreitung kann den indischen Bundesstaaten Jharkhand, Odisha und Chhattisgarh und zugeordnet werden. Die Iron Ore Group (IOG) wird geologisch-tektonisch als ophiolithtische Sequenz mit Segmenten der archaischen ozeanischen Kruste angesehen. Besonderes Merkmal ist das namengebend große Vorkommen an Bändereisenerzen (BIF), das auch wirtschaftliche Bedeutung hat. 
Für die IOG werden Alter zwischen ca. 3570 und 3310 mya angegeben.

## Strukturelle Gliederung
Geologisch-tektonisch wird die IOG in den westlichen WIOG-Gürtel, den östlichen OIOG-Gürtel und den südlichen SIOG-Gürtel gliedert. Diese Gliederung entspricht den jeweiligen Synklinen mit Antiklinalen, in den sich die Gesteinssequenzen bildeten, In diesen Strukturen herrschten wahrscheinlich etwas unterschiedliche Ablagerungsbedingungen mit möglicherweise auch leichte Unterschiede im Ablagerungsalter. Zudem gibt es einige Unterschiede in der Mineralogie, Geochemie und den lithologischen Assoziation der Sedimente, speziell der Bändereisenerz (BIF) in den verschiedenen Gürteln, insbesondere zwischen dem westlichen und östlichen Gürteln. Die BIF sind in den östlichen und südlichen Becken magnetitreicher als im westlichen Becken. 

## Lithostratigraphischer Aufbau
Der östliche IOG-Gürtel ist lithostratigraphisch komplex aufgebaut. Die generalisierte Gesteinsabfolge besteht aus basalen mafischen bis ultramafischen und sauren bis intermeditäres vulkanischen Einheiten, bestehend im Wesentlichen aus Basalten, komatiitischen Basalten, Komatiiten und Andesiten. Sie werden von rekristallisierten Cherts, Bändereisenerzen und Phyllite überlagert. Örtlich hat sich Grunerit in einen gebänderten eisenhaltigen Quarzit entwickelt. Die östlichen Granitoide des Singhbhum-Granitplutons haben intrusive oder tektonische Kontakte mit der suprakrustalen Sequenz.
Im westlichen IOG-Gürtel folgen auf den massiven basalen mafischen Basalten oder mafischen Kissenlavabasalten sukzessive Chert-Brekzien, von phyllitischen eisenhaltigen Schiefern und Tuffe, welche im unteren Teil lokale dünne Calciumcarbonate und manganhaltige Einheiten, BIF-Eisenerze und oberem Bereich eisenhaltigem Phyllitschiefer enthalten. Die Chertbrekzien, die die Laven überlagern, deuten auf einen sinkenden Meeresspiegels mit Exposition an der Luft hin. Sie werden überlagert von einer transgressiven manganhaltigem Schiefereinheit, die wiederum von eisenhaltigem Schiefern überlagert werden. Diese wurden während eines hohen Wasserstandes abgelagert, als das Becken nicht mehr mit Siliziklastika gefüllt wurden.
Die Abfolge im südlichen IOG-Gürtel besteht aus massiven oder gepufferten Basalten, komatiitischen Basalten, Komatiiten mit eingelagerten Cherts im basalen Teil, der von einer dicken Einheit aus dazitischen Lavaströmen und pyroklastischen Gesteinssequezen überlagert wird. Diese werden überdeckt von BIF-Sequenzen. Die Vulkanite eruptierten in einer tiefmarinen Umgebung und mit schmalen domförmigen Ausbrüchen, die Ähnlichkeiten mit vulkanischen Tiefseebergkette haben. Im oberen Teil dieser Vulkane gibt es Hinweise auf einen Übergang zu flacheren submarinen Vulkanketten. Darüber folgt eine Ablagerung von BIF. Die Basalte und Vulkanite sind kalkalkhaltiger intermediärer bis felsischer Natur und werden als eine bimodale Einheiten mit eingelagertem Cherts interpretiert. Diese ähneln phanerozoischen Gesteinen in supra-subduktionen Zonen eines Inselbogen mit Backarc- und Forearc-Becken.
Für den westlichen WIOG werden Alter von ca. 3510 mya, für den östlichen OIOG ca. 3310 mya und für den südlichen SOIG ca. 3570 mya angegeben.

## Eisenerzbildung
Die Bändereisenerze sind die Protolithe von hoch angereicherten Eisenerzen. Spurenelemente und REE-Muster mit starken Gold-Anomalien in den Eisenoxidphasen der BIF und das allgegenwärtige Vorhandensein von eingelagerten Tonschiefern deuten auf exhaltive Lagerstätten hin. Entstanden könnten sie durch hydrothermale Lösungen mit variablen, aber insgesamt hohen Temperaturen, sein, Diese Fluide wurden wahrscheinlich durch vulkanogene Prozesse aus dem Meeresboden ausgelaugt und traten u. a. an Schloten von mittelozeanischen Rücken aus.

## Erzlagerstätten

Lage von Jharkhand
Lage von Odisha
Lage von Chhattisgarh

Die Iron Ore Group beherbergt bedeutende Erzlagerstätten, deren Abbau von großer wirtschaftlicher Bedeutung ist. Neben Eisenerz kommen auch Kupfer, Mangan und Gold vor. Die Lagerstätten befinden sich hauptsächlich in den ostindischen Bundesstaaten Jharkhand, Odisha und Chhattisgarh.
- Jharkhand
Der Distrikt Singhbhum in Jharkhand ist für seine reichen Eisenerzvorkommen bekannt. Die Noamundi Iron Mine  ist eine der größten und produktivsten Eisenerzminen des Bundesstaates. Sie wird von Tata Steel Limited mit einer jährlichen Förderung von ca. 10 Mt betrieben.
- Odisha 

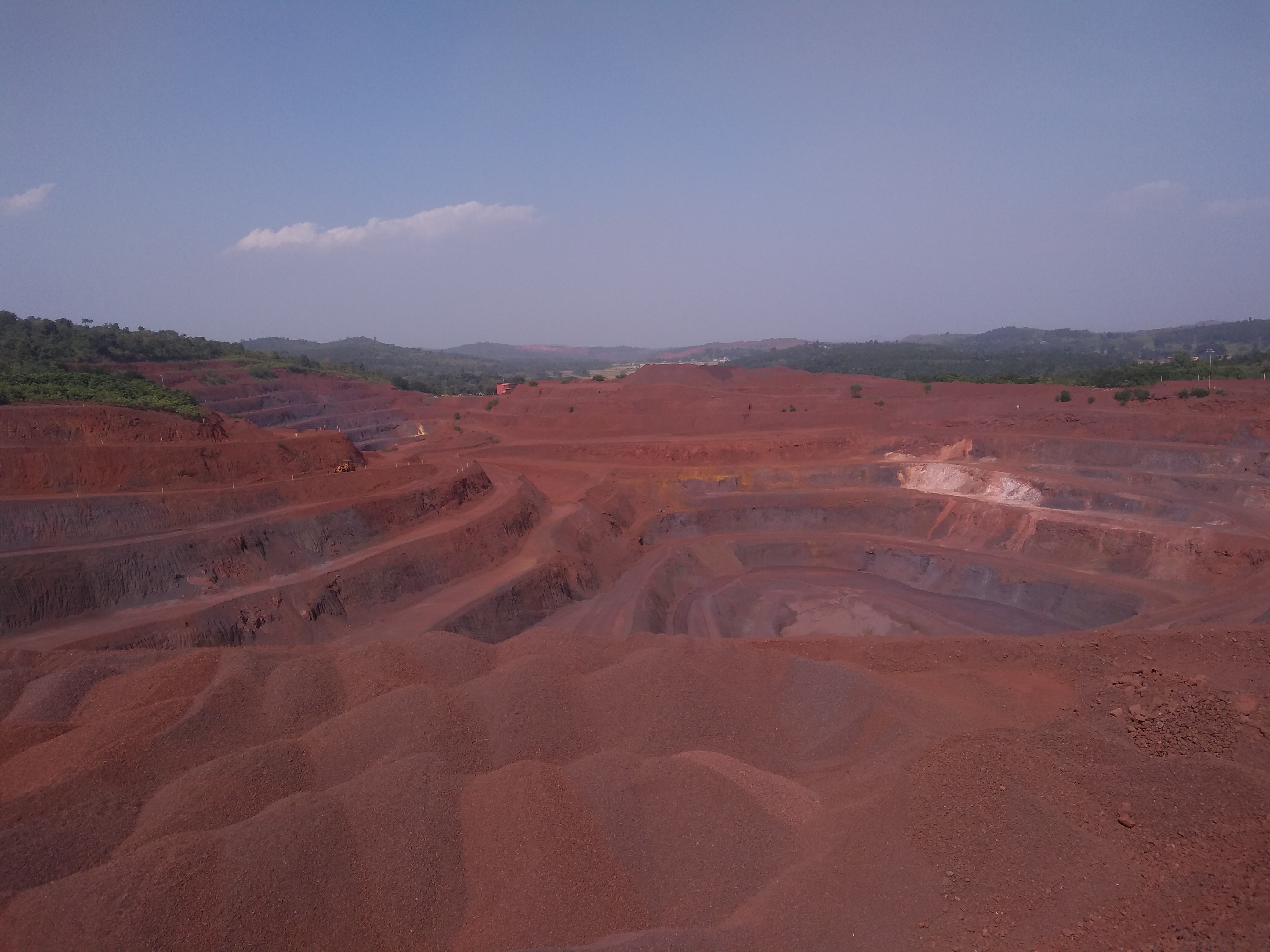
Eine Eisenerzmine im Kendujhar Distrikt von Odisha

Im Distrikt Kendujhar und Distrikt Sundargarh von Odisha werden Eisenerze u. a. von der Odisha Mining Corporation mit mehr als 33,2 Megatonnen (Mt) pro Jahr und der Bolani iron ore mine mit bis zu 10 Mt pro Jahr sowie von der Jindal Steel & Power Limited in zwei Erzgruben mit zusammen ca. 10,6 Mt pro Jahr gefördert. 
- Chhattisgarh
Die Eisenerzvorkommen in Chhattisgarh befinden sich im Distrikt Kanker und in Distrikt Narayanpur. Diese werden von der Rowghat Iron Ore Mining Project genutzt mit Eisenerzreserven von ca. 511.043 Mt, und einer jährlichen Förderung mit ca. 14 Mt und im Distrikt Dantewada mit den Eisenerzminen der Bailadila Iron Ore Mine mit einer jährlichen Förderung von ca. 40 Mt.